# Клепци
Клепци су насељено мјесто у Босни и Херцеговини, у граду Чапљина, које административно припада Федерацији Босне и Херцеговине. Према попису становништва из 2013. у насељу је живјело 163 становника.

## Други светски рат

### Покрштавање православних Срба у Клепцима
Јуна 1941. католички поп дон Илија Томас у Клепцима вршио је покатоличење Срба па је један део прешао на ту веру из страха од усташа који су тада на сваком кораку убијали српски живаљ. Жене су одлазиле недељом на мису, дон Илија им је делио — продавао молитвенике, иконе, поучавао у новој вери и издавао потврде да су прешли на католичку веру. Мушкарци нису смели да иду у цркву јер су се плашили да их тамо усташе не ухвате и убију.

## Становништво
| Националност       | 1991.        | 1981.        | 1971.        |
| Срби               | 383 (91,85%) | 370 (89,81%) | 333 (94,33%) |
| Хрвати             | 14 (3,36%)   | 18 (4,37%)   | 17 (4,81%)   |
| Југословени        | 13 (3,12%)   | 17 (4,12%)   | 0            |
| остали и непознато | 7 (1,67%)    | 7 (1,70%)    | 3 (0,85%)    |
| Укупно             | 417          | 412          | 353          |

## Знаменити мештани
- Старац Вукашин